# Topološka struktura
Ako je X skup, tada je neki skup t podskupova iz X topološka struktura na X  (ili, alternativno, topologija na X) ako vrijede sljedeća tri uvjeta:
1. prazan skup i skup X su članovi od t
2. ako su dva podskupa U i V iz X u t, tada je i njihov presjek u t
3. ako je svaki od skupova Ui, gdje i ide po nekom skupu indeksa u t, tada je i unija svih skupova iz te familije također u t
Primijetimo da je ovdje sinonim topologija, različit od uporabe riječi topologija kao matematičke discipline. Topološki prostor je, po definiciji, skup zajedno s topološkom strukturom na njemu.
Nešto manje precizno, često kažemo "topološka struktura" i kada mislimo na bilo koju značajku P nekog matematičkog objekta, koja je, grubo rečeno, topološke prirode. Drugim riječima, tom objektu možemo pridružiti na prirodan način neki topološki prostor i čija topološka struktura u standardnom smislu riječi sadrži svu informaciju o P.